# Lăng Trường Mậu
Lăng Trường Mậu (tên Hán 長茂陵), tức lăng Anh Tôn Hiếu Nghĩa Hoàng Đế - Nguyễn Phúc Thái (sinh ngày 22 tháng 1 năm 1649, mất ngày 7 tháng 2 năm 1691, là vị Chúa thứ năm của 9 đời Chúa Nguyễn, còn gọi là chúa Nghĩa hay Nguyễn Anh Tông).

## Vị trí
Lăng thuộc địa phận núi Kim Ngọc, huyện Hương Trà, nay thuộc thôn Kim Ngọc, xã Hương Thọ, thành phố Huế. Lăng nằm ở phía tả ngạn dòng Tả Trạch, cách bờ sông chừng 500m (số liệu đo trên bản đồ Google, so với 1,5 km đề cập trong tài liệu tham khảo), cách trung tâm thành phố Huế khoảng 11 km đường chim bay về phía tây-nam.
Lăng Trường Mậu nằm cách Lăng Trường Thanh của Chúa Nguyễn Phúc Chu khoản 350m về hướng tây-nam.

## Bố cục kiến trúc
Lăng nằm trên một quả đồi, xoay mặt về hướng bắc, trước mặt lăng có hồ rộng và có các bậc cấp dẫn lên lăng.
Lăng có 2 vòng thành bao bọc. Vòng ngoài chu vi 121,7m, thành cao 2,5m. Vòng trong chu vi 67m, thành cao 1,98m. Sau cổng lăng có bình phong trang trí hình kỳ lân.
Cổng vào mộ được che phủ bởi các tán cây. Mộ phẳng, thấp, gồm 2 tầng hình chữ nhật. Tầng trên rộng 275 cm, dài 350 cm, cao 23 cm. Tầng dưới rộng 534 cm, dài 650 cm, cao 18 cm. Phía trước mộ có xây hương án. Bình phong sau mộ được trang trí hình tượng rồng.

## Tình trạng
Năm 2012, lăng Trường Mậu được Hội đồng Nguyễn Phước tộc tiến hành trùng tu.
Năm 2018, lăng được công nhận là di tích lịch sử cấp tỉnh.